# 三条公敦
三条 公敦（さんじょう きんあつ）は、室町時代後期の公卿。左大臣・三条実量の子。官位は従一位・右大臣。

## 経歴
左近衛中将・尾張権守・権中納言・権大納言などを経て、文正元年（1466年）に右近衛大将、文明7年（1475年）には左近衛大将、内大臣となった。さらに文明8年（1476年）には従一位、文明11年（1479年）に右大臣に任じられるも翌年には辞職。
文明13年（1481年）、43歳で出家した。

## 系譜
- 父：三条実量（1415-1484）
- 母：不詳
- 妻：不詳
  - 男子：三条実香（1469-1559）